# Goat (film)
Goat è un film del 2016 diretto da Andrew Neel e basato sul libro di memorie Goat: A Memoir di Brad Land.

## Trama
Scampato a un terribile assalto, un diciannovenne si iscrive al college frequentato dal fratello e viene accolto nella sua stessa confraternita. Ciò che accadrà per mostrare il suo essere uomo, in nome della fratellanza, metterà alla prova in maniera brutale i due fratelli e la loro reciproca lealtà. 
Brett e Brad si recano entrambi alla stazione di polizia per identificare gli assalitori di Brad di sei mesi prima. Viene rivelato che uno di essi è rimasto ucciso durante una rapina ad una stazione di servizio, mentre l'altro è ancora in libertà. Brad mente e afferma che i due uomini non sono i suoi assalitori. Nella scena finale del film Brad e Brett visitano il campo in cui Brad è stato picchiato.

## Produzione
Nell'ottobre 2014 venne annunciato che James Franco avrebbe prodotto il film con la sua casa di produzione, la Rabbit Bandini Productions, mentre Andrew Neel lo avrebbe diretto su sceneggiatura di David Gordon Green, con revisioni di Neel e Mike Roberts. Nel gennaio 2015, Nick Jonas e Ben Schnetzer entrarono a far parte del cast. Nel maggio dello stesso anno si è aggiunta al cast Virginia Gardner.

### Riprese
Le riprese sono iniziate a Cincinnati, nell'Ohio, il 4 maggio 2015.

## Distribuzione
Il film è stato presentato in anteprima mondiale al Sundance Film Festival 2016 il 22 gennaio 2016. Poco dopo la Paramount Pictures e la MTV Films hanno acquistato i diritti di distribuzione del film. I diritti sono stati poi rilevati dalla The Film Arcade.
Successivamente il film è stato presentato nella sezione Panorama alla 66ª edizione del Festival di Berlino. Il 27 maggio 2016 è stato presentato al Seattle International Film Festival.
Il film è stato distribuito nei cinema statunitensi il 23 settembre 2016.

## Critica
Goat ha ricevuto recensioni positive da parte della critica. Su Rotten Tomatoes ha un punteggio del 77% basato su 64 recensioni, con un punteggio medio di 6,4/10. I critici del sito hanno affermato che "Goat non è un film facile da guardare, ma i suoi temi provocano pensieri e il cast talentuoso offrono ricompense agli spettatori disposti a resistere." Su Metacritic il film ha un punteggio di 64 su 100, basato su 25 recensioni considerate generalmente favorevoli.